# Microarray immunologico in sospensione
Il microarray immunologico in sospensione è una tecnica che permette l'analisi simultanea di fino a 100 differenti biomolecole (proteine, peptidi o acidi nucleici) in un piccolo volume di campioni biologici. 

## Principio di funzionamento
La novità introdotta da questo saggio si basa sull'utilizzo di microsfere di polistirene (del diametro di 5,6 µm) a cui viene legato un anticorpo specifico per l'analita che si vuole quantificare. Queste microsfere sono coniugate a 2 fluorocromi in concentrazioni diverse, tali da determinare fino a 100 diverse regioni. Quindi ogni diversa microsfera, determinata da un'unica regione, sarà legata ad un anticorpo per un diverso analita e questo permette la rilevazione di più analiti, fino a 100 in uno stesso campione. 
L'esecuzione del saggio prevede:
- aggiunta di una combinazione delle diverse microsfere nei pozzetti di una apposita piastra per il saggio e lavaggi con una soluzione tampone; la piastra usata è costituita da pozzetti con fondo a filtro che consentono il lavaggio tramite aspirazione della soluzione tampone dal basso, in modo che le microsfere non vengano disperse;
- aggiunta dei campioni contenenti gli analiti incogniti e lavaggi con la soluzione tampone;
- aggiunta di un anticorpo secondario coniugato a biotina, questo anticorpo lega l'analita in un sito diverso rispetto all'anticorpo legato alla microsfera, e relativi lavaggi;
- aggiunta di streptavididina coniugata ad un terzo fluoroforo e relativi lavaggi
- risospensione delle microsfere in un tampone di lettura.

## La camera di lettura
Lo strumento, basato sulla tecnologia Luminex xMAP, sfrutta lo stesso principio del citofluorimetro per rilevare reazioni che avvengono sulla superficie di microsfere fluorescenti.
Le microsfere vengono aspirate da un ago e portate nella camere di lettura dove vengono fatte passare una ad una e colpite da 2 laser. Uno riconosce la regione della microsfera, e quindi il relativo analita riconosciuto dall'anticorpo a lei legato, andando ad eccitare i 2 fluorocromi che la determinano, mentre l'altro laser la quantifica perché eccita il fluoroforo legato sull'anticorpo secondario.

## Applicazioni
Il saggio può essere eseguito su supernatanti (da 12 a 50 μl) di culture cellulari e tissutali, plasma, siero, fluido interstiziale adiposo, fluido di lavaggio bronco-alveolare, fluido cerebrospinale, fluido da lavaggio nasale, fluido peritoneale e fluido sinoviale, e inoltre in sistemi murini da tessuti di colon, rene, polmone, milza e sistema nervoso.
Sono disponibili in commercio dei kit di applicazione di questa metodica per la quantificazione simultanea di citochine e fosfoproteine di uomo, topo e ratto.
Inoltre le microsfere possono essere coniugate, grazie a semplici reazioni chimiche covalenti e stabili, a proteine, peptidi, anticorpi, DNA, aptameri o anche microrganismi interi, quali virus o batteri, in modo da essere usate come sistemi aperti.